# Willie Ormond
William Esplin Ormond dit Willie Ormond, né le 23 février 1927 à Falkirk et mort le 4 mai 1984 à Musselburgh, était un footballeur et entraîneur écossais. Il fait partie du Scottish Football Hall of Fame, depuis 2006, lors de la troisième session d'intronisation.

## Biographie
En tant qu'attaquant, Willie Ormond fut international écossais à six reprises (1954-1959) pour deux buts inscrits. Il participa à la coupe du monde de football de 1954, jouant tous les matchs, mais la sélection fut éliminée au premier tour.
Formé à Stenhousemuir FC, il arriva en novembre 1946 à Hibernian FC, pour y rester jusqu'en 1961, disputant 335 matchs pour 147 buts. Il remporta trois fois le championnat écossais. Il finit sa carrière à Falkirk FC, pour une saison.
Avec Gordon Smith, Bobby Johnstone, Lawrie Reilly et Eddie Turnbull, il constitue la fameuse ligne d'attaque d'Hibernian, connue sous le nom de Famous Five et remporte trois titres de champion d'Écosse.
En tant qu'entraîneur, il dirigea trois équipes écossaises, ainsi que la sélection écossaise de 1973 à 1977, participant à la coupe du monde de football de 1974, fut la sélection fut éliminée au premier tour, à cause d'un goal average bien moins fort que la Yougoslavie et le Brésil. Il remporta en tant qu'entraîneur une deuxième division écossaise en 1980.

## Clubs

### En tant que joueur
- ?- novembre 1946 :  Stenhousemuir FC
- novembre 1946–1961 :  Hibernian FC
- 1961–1962 :  Falkirk FC

### En tant qu'entraîneur
- 1967–1973 :  Saint Johnstone FC
- 1973–1977 :  Écosse
- 1977–1980 :  Heart of Midlothian
- 1980 :  Hibernian FC

## Palmarès

### En tant que joueur
- Championnat d'Écosse
  - Champion en 1948, en 1951 et en 1952
  - Vice-champion en 1947, en 1950 et en 1953
- Coupe d'Écosse
  - Finaliste en 1947 et en 1958
- Coupe de la Ligue d'Écosse
  - Finaliste en 1951

### En tant qu'entraîneur
- Coupe de la Ligue écossaise
  - Finaliste en 1970
- Championnat d'Écosse D2
  - Champion en 1980
  - Vice-champion en 1978